# Phrurolithus labialis
Phrurolithus labialis är en spindelart som beskrevs av Paik 1991. Phrurolithus labialis ingår i släktet Phrurolithus och familjen flinkspindlar. Inga underarter finns listade i Catalogue of Life.